# Viedma (provinshuvudstad i Argentina)
Viedma är en provinshuvudstad i Argentina.   Den ligger i provinsen Río Negro, i den södra delen av landet, 800 km sydväst om huvudstaden Buenos Aires. Viedma ligger 8 meter över havet och antalet invånare är 48 940.
Terrängen runt Viedma är platt. Viedma är det största samhället i trakten.
Omgivningarna runt Viedma är i huvudsak ett öppet busklandskap. Runt Viedma är det mycket glesbefolkat, med 5 invånare per kvadratkilometer.